# Neuchâtelois
Le neuchâtelois est un dialecte de la langue francoprovençale, l'une des trois langues traditionnelles de l'espace gallo-roman, avec la langue d'oïl au Nord et l'occitan au Sud. Le canton de Neuchâtel se trouve à la limite nord-est de l'Arpitanie, qui comprend toute la Suisse romande (sauf le canton du Jura), une partie du Jura français, le Lyonnais, le Forez, la Savoie et la Vallée d'Aoste.
Comme tous les dialectes, le parler francoprovençal de Neuchâtel se distinguait légèrement d'un village, d'une vallée à l'autre, sans que cela pose de difficultés pour la compréhension mutuelle.
Les derniers locuteurs du francoprovençal neuchâtelois ont disparu dans les années 1920. Peu avant, conscient de sa disparition imminente, un groupe d'intellectuels et patoisants neuchâtelois a tenté de sauvegarder ce qui pouvait l'être, en publiant un volume souvenir, contenant tous les textes en patois neuchâtelois qu'ils avaient pu rassembler. Ce volume a été publié à Neuchâtel en 1895.
Malgré cette mort officielle du francoprovençal neuchâtelois, quelques passionnés ont permis à ce dialecte de survivre, sans qu'il ne soit transmis dans le cadre familial. Des documents sonores sont archivés à la médiathèque de Martigny. D'autres enregistrements ont été récemment publiés sur le site du patois neuchâtelois. L'auteur de ce site se présente comme un patoisant « réchauffé », soit ayant appris le patois à l'âge adulte, qui n'hésite pas à  transmettre le patois à ses propres enfants.